# 安加尔斯基市镇
安加尔斯基市镇（俄语：Муниципальное образование «Ангарский»）是俄罗斯联邦伊尔库茨克州阿拉尔区所属的一个市镇。其下辖有3个居民点，行政中心为安加尔斯基。据2016年统计，该市镇的人口为856人。